# Der Rattenfänger von Guadeloupe
Der Rattenfänger von Guadeloupe (Originaltitel: The Pied Piper of Guadalupe; Alternativtitel: Silvester + Speedy – Alles Käse!, Silvester der Rattenfänger) ist ein US-amerikanischer Zeichentrick-Kurzfilm von Friz Freleng aus dem Jahr 1961.

## Handlung
Kater Sylvester ist auf Mäusejagd und hat es auf die Freunde von Speedy Gonzales abgesehen. Da er sie nicht austricksen kann, kauft er sich das Buch The Pied Piper of Guadelupe, eine Geschichte ähnlich dem Rattenfänger von Hameln. Er erlernt das Flötenspiel und kann mit seiner Melodie tatsächlich die Mäuse zu sich locken und in ein zugepfropftes Gefäß einsperren. Speedy Gonzales jedoch gelingt es, nach und nach alle Freunde zu befreien. Er selbst wird nun vergeblich von Sylvester gejagt.
Beim Versuch, Speedy Gonzales per Motorrad einzuholen, stürzt Sylvester eine Klippe hinunter und fährt anschließend falsch in eine Einbahnstraße und rammt einen Bus. Er bricht sich dabei ein Bein. Mit Gips und Krücken verlässt er das Krankenhaus. Speedy Gonzales fragt ihn, ob er seine Flöte wiederhaben will und Sylvester lehnt ab. Nun beginnt Speedy Gonzales auf der Flöte eine Melodie zu spielen und jetzt ist es Sylvester, der wie unter Zwang, trotz Gipsbein und Krücken, ihm tanzend und fluchend folgt.

## Produktion
Der Rattenfänger von Guadeloupe kam am 19. August 1961 als Teil der Looney Tunes Theatrical Cartoon Series in die Kinos. Sämtliche Charaktere werden von Mel Blanc gesprochen.

## Auszeichnungen
Der Rattenfänger von Guadeloupe wurde 1962 für einen Oscar in der Kategorie „Bester animierter Kurzfilm“ nominiert, konnte sich jedoch nicht gegen Der Ersatz durchsetzen.